# Arisaema quinatum
Arisaema quinatum är en kallaväxtart som först beskrevs av Thomas Nuttall, och fick sitt nu gällande namn av Heinrich Wilhelm Schott. Arisaema quinatum ingår i släktet Arisaema och familjen kallaväxter. Inga underarter finns listade.